# Leptarciella wuyishanana
Leptarciella wuyishanana är en insektsart som beskrevs av Io och Wang 1986. Leptarciella wuyishanana ingår i släktet Leptarciella och familjen vedstritar. Inga underarter finns listade i Catalogue of Life.